# Massimo Stano
Massimo Stano, född 27 februari 1992, är en italiensk gångare.
Stano tog guld på 20 kilometer gång vid olympiska sommarspelen 2020 i Tokyo.